# 日本聖泉基督教会連合
日本聖泉基督教会連合（にほんせいせんきりすときょうかいれんごう）は、東京都豊島区巣鴨に事務所を置くプロテスタント福音派の団体。ホーリネス運動の流れを汲んでおり、日本福音同盟に加盟している。

## 歴史
- 1945年10月21日 イムマヌエル綜合伝道団設立（蔦田二雄、長谷川正子、長谷川元子3名が祈りのうちに、イムマヌエル綜合伝道団の創立を決意、医務部の活動開始とともにインマヌエルの群れは誕生した。）
- 1946年3月山本岩次郎、大橋武雄とともに、伝道部を発足させ、同年6月、イムマヌエル綜合伝道団の第1回年会を開催した。
- 1949年5月 イムマヌエル聖宣神学院を設立
- 1969年 イムマヌエル綜合伝道団より離脱。山本岩次郎を中心として「日本聖泉基督教会連合」を結成する。

## 所在地
- 東京都豊島区巣鴨1-3-19

## 特色
- ジョン・ウェスレーの唱えた「キリスト者の完全」の教理を強調するウェスレアン・アルミニアン神学に堅く立つ。インマヌエル綜合伝道団とほぼ同じ教理。